# Pallanuoto ai Giochi della XX Olimpiade
Il torneo di pallanuoto dei Giochi Olimpici di Monaco di Baviera si è svolto tra il 27 agosto e il 4 settembre 1972. Le gare si sono svolte negli impianti dell'Olympia Schwimmhalle, all'interno dell'Olympiapark, e nella piscina Dantebad.
La formula prevedeva due fasi a gironi; nella seconda si sono ereditati i punteggi degli scontri diretti della prima.
Nel girone per l'assegnazione delle medaglie, l'Unione Sovietica ha preceduto sul podio Ungheria e Stati Uniti conquistando il suo primo titolo olimpico della specialità.

## Podio
| Evento              | Oro              | Argento  | Bronzo      |
| Pallanuoto maschile | Unione Sovietica | Ungheria | Stati Uniti |

## Squadre partecipanti
GRUPPO A
- Canada
- Cuba
- Jugoslavia
- Messico
- Romania
- Stati Uniti

GRUPPO B
- Australia
- Germania Ovest
- Grecia
- Paesi Bassi
- Ungheria

GRUPPO C
- Bulgaria
- Giappone
- Italia
- Spagna
- Unione Sovietica

## Turno preliminare

### Gruppo A
|    | Squadra     | Pti | G | V | P | S | GF | GS | Diff |
| -- | ----------- | --- | - | - | - | - | -- | -- | ---- |
| 1. | Stati Uniti | 10  | 5 | 5 | 0 | 0 | 31 | 18 | +13  |
| 2. | Jugoslavia  | 8   | 5 | 4 | 0 | 1 | 35 | 24 | +11  |
| 3. | Cuba        | 6   | 5 | 3 | 0 | 2 | 28 | 23 | +5   |
| 4. | Romania     | 4   | 5 | 2 | 0 | 3 | 38 | 26 | +12  |
| 5. | Messico     | 2   | 5 | 1 | 0 | 4 | 25 | 30 | -5   |
| 6. | Canada      | 0   | 5 | 0 | 0 | 5 | 14 | 50 | -36  |

| Data      | Ora   | Partita     | Partita | Partita    |
| --------- | ----- | ----------- | ------- | ---------- |
| 27 agosto | 10:00 | Jugoslavia  | 12 - 4  | Canada     |
| 27 agosto | 16:00 | Cuba        | 6 - 4   | Messico    |
| 27 agosto | 18:00 | Stati Uniti | 4 - 3   | Romania    |
| 28 agosto | 12:00 | Stati Uniti | 7 - 6   | Cuba       |
| 28 agosto | 15:00 | Messico     | 7 - 3   | Canada     |
| 28 agosto | 20:00 | Jugoslavia  | 8 - 7   | Romania    |
| 29 agosto | 11:00 | Stati Uniti | 8 - 1   | Canada     |
| 29 agosto | 13:00 | Jugoslavia  | 5 - 3   | Messico    |
| 29 agosto | 16:00 | Cuba        | 4 - 3   | Romania    |
| 30 agosto | 10:00 | Jugoslavia  | 7 - 5   | Cuba       |
| 30 agosto | 12:00 | Romania     | 16 - 4  | Canada     |
| 30 agosto | 15:00 | Stati Uniti | 7 - 5   | Messico    |
| 31 agosto | 11:00 | Cuba        | 7 - 2   | Canada     |
| 31 agosto | 13:00 | Stati Uniti | 5 - 3   | Jugoslavia |
| 31 agosto | 20:00 | Romania     | 9 - 6   | Messico    |

### Gruppo B
|    | Squadra        | Pti | G | V | P | S | GF | GS | Diff |
| -- | -------------- | --- | - | - | - | - | -- | -- | ---- |
| 1. | Ungheria       | 7   | 4 | 3 | 1 | 0 | 22 | 6  | +16  |
| 2. | Germania Ovest | 6   | 4 | 2 | 2 | 0 | 21 | 13 | +8   |
| 3. | Paesi Bassi    | 3   | 4 | 2 | 1 | 1 | 14 | 11 | +3   |
| 4. | Australia      | 1   | 4 | 0 | 1 | 3 | 14 | 27 | -13  |
| 5. | Grecia         | 1   | 4 | 0 | 1 | 3 | 13 | 27 | -14  |

| Data      | Ora   | Partita        | Partita | Partita        |
| --------- | ----- | -------------- | ------- | -------------- |
| 27 agosto | 10:00 | Ungheria       | 3 - 0   | Paesi Bassi    |
| 27 agosto | 16:00 | Grecia         | 7 - 7   | Australia      |
| 28 agosto | 10:00 | Paesi Bassi    | 4 - 2   | Australia      |
| 28 agosto | 17:00 | Ungheria       | 3 - 3   | Germania Ovest |
| 29 agosto | 10:00 | Germania Ovest | 4 - 4   | Paesi Bassi    |
| 29 agosto | 14:00 | Ungheria       | 6 - 1   | Grecia         |
| 30 agosto | 14:00 | Ungheria       | 10 - 2  | Australia      |
| 30 agosto | 18:00 | Germania Ovest | 8 - 3   | Grecia         |
| 31 agosto | 14:00 | Germania Ovest | 6 - 3   | Australia      |
| 31 agosto | 14:00 | Paesi Bassi    | 6 - 2   | Grecia         |

### Gruppo C
|    | Squadra          | Pti | G | V | P | S | GF | GS | Diff |
| -- | ---------------- | --- | - | - | - | - | -- | -- | ---- |
| 1. | Unione Sovietica | 8   | 4 | 4 | 0 | 0 | 30 | 9  | +21  |
| 2. | Italia           | 6   | 4 | 3 | 0 | 1 | 25 | 16 | +9   |
| 3. | Spagna           | 4   | 4 | 2 | 0 | 2 | 19 | 20 | -1   |
| 4. | Bulgaria         | 2   | 4 | 1 | 0 | 3 | 18 | 25 | -7   |
| 5. | Giappone         | 0   | 4 | 0 | 0 | 4 | 14 | 36 | -22  |

| Data      | Ora   | Partita          | Partita | Partita          |
| --------- | ----- | ---------------- | ------- | ---------------- |
| 27 agosto | 10:00 | Spagna           | 6 - 4   | Giappone         |
| 27 agosto | 17:00 | Unione Sovietica | 4 - 1   | Italia           |
| 28 agosto | 11:00 | Unione Sovietica | 11 - 1  | Giappone         |
| 28 agosto | 14:00 | Italia           | 8 - 5   | Bulgaria         |
| 29 agosto | 12:00 | Unione Sovietica | 7 - 2   | Bulgaria         |
| 29 agosto | 19:00 | Spagna           | 2 - 6   | Italia           |
| 30 agosto | 11:00 | Bulgaria         | 7 - 4   | Giappone         |
| 30 agosto | 14:00 | Spagna           | 5 - 8   | Unione Sovietica |
| 31 agosto | 10:00 | Italia           | 12 - 5  | Giappone         |
| 31 agosto | 19:00 | Spagna           | 6 - 4   | Bulgaria         |

## Turno finale

### Gruppo I
|         | Squadra          | Pti | G | V | P | S | GF | GS | Diff |
| ------- | ---------------- | --- | - | - | - | - | -- | -- | ---- |
| Oro     | Unione Sovietica | 8   | 5 | 3 | 2 | 0 | 22 | 16 | +6   |
| Argento | Ungheria         | 8   | 5 | 3 | 2 | 0 | 23 | 18 | +5   |
| Bronzo  | Stati Uniti      | 5   | 5 | 2 | 1 | 2 | 24 | 23 | +1   |
| 4.      | Germania Ovest   | 3   | 5 | 0 | 3 | 2 | 13 | 18 | -5   |
| 5.      | Jugoslavia       | 3   | 5 | 1 | 1 | 3 | 20 | 24 | -4   |
| 6.      | Italia           | 2   | 5 | 0 | 2 | 3 | 21 | 26 | -5   |

| Arbitro: | Marculescu (ROU) |

|           |           |          |
| 3: Szívós | Marcatori | 3: Pizzo |

| Arbitro: | Arcencio (ESP) |

|            |           |            |
| 2: Sheerer | Marcatori | 2: Teicher |

| Arbitro: | Martinez (CUB) |

|            |           |             |
| 2: Bonacic | Marcatori | 3: Barkalov |

| Arbitro: | Goose (NED) |

|            |           |            |
| 2: Marovic | Marcatori | 3: Simeoni |

| Arbitro: | Manguillot (ESP) |

|                    |           |            |
| 1: Stiefel, Nossek | Marcatori | 2: Dreval' |

| Arbitro: | Geurtsen (NED) |

|                           |           |           |
| 1: Bradley, Cole, Sheerer | Marcatori | 2: Sarosi |

| Arbitro: | Bauwens (BEL) |

|                 |           |                      |
| 1: Wolf, Nossek | Marcatori | 1: Pizzo, Lavoratori |

| Arbitro: | Angella (FRA) |

|                       |           |                |
| 1: Antunovic, Bonacic | Marcatori | 1: 4 giocatori |

| Arbitro: | Manguillot (ESP) |

|            |           |                    |
| 3: Bradley | Marcatori | 2: Ossipov, Akimov |

| Arbitro: | Arcensio (ESP) |

|                |           |                |
| 1: 5 giocatori | Marcatori | 1: 4 giocatori |

| Arbitro: | Martinez (CUB) |

|                     |           |               |
| 2: Bradley, Sheerer | Marcatori | 2: Ghibellini |

| Arbitro: | Marculescu (ROU) |

|                          |           |                                  |
| 3: Kasas, Szívós, Sarosi | Marcatori | 1: Dreval', Ossipov, Shidlovskij |

### Gruppo II
|     | Squadra     | Pti | G | V | P | S | GF | GS | Diff |
| --- | ----------- | --- | - | - | - | - | -- | -- | ---- |
| 7.  | Paesi Bassi | 9   | 5 | 4 | 1 | 0 | 29 | 25 | +4   |
| 8.  | Romania     | 5   | 5 | 2 | 1 | 2 | 25 | 18 | +7   |
| 9.  | Cuba        | 5   | 5 | 2 | 1 | 2 | 23 | 24 | -1   |
| 10. | Spagna      | 4   | 5 | 2 | 0 | 3 | 24 | 20 | +4   |
| 11. | Bulgaria    | 2   | 5 | 0 | 2 | 3 | 15 | 17 | -2   |
| 12. | Australia   | 1   | 5 | 0 | 1 | 4 | 18 | 27 | -9   |

| Data         | Ora   | Partita     | Partita | Partita   |
| ------------ | ----- | ----------- | ------- | --------- |
| 1º settembre | 10:00 | Spagna      | 4 - 7   | Romania   |
| 1º settembre | 11:00 | Paesi Bassi | 5 - 2   | Bulgaria  |
| 1º settembre | 14:00 | Cuba        | 6 - 5   | Australia |
| 2 settembre  | 10:00 | Romania     | 4 - 3   | Bulgaria  |
| 2 settembre  | 11:00 | Spagna      | 8 - 4   | Australia |
| 2 settembre  | 15:00 | Paesi Bassi | 8 - 6   | Cuba      |
| 3 settembre  | 10:00 | Australia   | 4 - 4   | Bulgaria  |
| 3 settembre  | 11:00 | Paesi Bassi | 5 - 5   | Romania   |
| 3 settembre  | 14:00 | Cuba        | 4 - 3   | Spagna    |
| 4 settembre  | 10:00 | Cuba        | 4 - 4   | Bulgaria  |
| 4 settembre  | 11:00 | Romania     | 5 - 3   | Australia |
| 4 settembre  | 12:00 | Paesi Bassi | 7 - 5   | Spagna    |

## Classifica finale
| Campione Olimpico | Campione Olimpico | Campione Olimpico |
| --- | ----------------- | --- |
| Unione SovieticaAkimov · Barkalov · Guljaev · Dolgušin · Dreval' · Žmudskij · Kabanov · Osipov · Sobčenko · Mel'nikov · Šidlovskij, CT: Vladimir Semënov |                   | |
| Argento | Ungheria          | UngheriaBodnár · Cservenyák · Görgényi · Faragó · Kásás · Konrád · Magas · Pócsik · Sárosi · Molnár · Szívós, CT: Béla Rajki                           |
| Bronzo | Stati Uniti       | Stati UnitiAsch · Barnett · Bradley · Cole · Ferguson · Lindroth · Parker · Sheerer · Slatton · Webb · Weitzenberg, CT: Kenneth Nitzkowski             |
| 4. | Germania Ovest    | Germania OvestOlbert • Haverkamp • Teicher • Küpper • Wolf • Nossek • Weeke • Schuhmann • Stiefel • Simon • Hoffmeister, CT: Hans Schepers             |
| 5. | Jugoslavia        | JugoslaviaStipanić • Rudić • Bonačić • Marović • Lopatni • Janković • Belamarić • Antunović • Perišić • Sandić • Marković, CT: Vlaho Orlić             |
| 6. | Italia            | ItaliaAlberani, Baracchini, Cevasco, De Magistris, Ghibellini, Lavoratori, Lignano, G. Marsili, S. Marsili, Pizzo, Simeoni, CT: Mario Majoni           |
| 7. | Paesi Bassi       | Paesi BassiKroon • Wouda • Veer • Hoogveld • Hermsen • Parrel • Schmidt • Bras • Buunk • Stroboer • van de Schilde, CT: Harry Vriend                   |
| 8. | Romania           | RomaniaHuber • Mihăilescu • Zamfirescu • Novac • Popescu • Rusu • Culineac • Rusu • Rus • Lazăr • Frățilă, CT: Anatol Grinţescu                        |
| 9. | Cuba              | CubaPeriche • D. Rodríguez • Rizo • Martínez • Cowley • Almenteros • Sánchez • G. Rodríguez • García • Cañete • Pérez, CT: -                           |
| 10. | Spagna            | SpagnaFranch • Rubio • Sans • Jané • Cánovas • Soler • Puigdevall • Guardia • Padrós • Ventura • Bestit, CT: -                                         |
| 11. | Bulgaria          | BulgariaNaumov • Kovachev • Shpitser • T. Tomov • Brankov • Hristov • Yordanov • V. Tomov • Konstantinov • Popov • Runtov, CT: -                       |
| 12. | Australia         | AustraliaWithers • Hoad • Woods • Montgomery • McLauchlain • Menzies • Neesham • Nunn • Barnes • Wiegard • Tilley, CT: -                               |
| 13. | Messico           | MessicoGómez • F. García • Aguilar • Alanís • Valencia • J. García • Fernández • Sauza • Chapa • V. García • Azpeitia, CT: -                           |
| 13. | Grecia            | GreciaKonstas • Theodorakopoulos • Voultsos • Iosifidis • Kougevetopoulos • Damaskos • T. Karalogos • I. Karalogos • Sarantos • Palios • Michalos, CT: |
| 13. | Giappone          | GiapponeOshita • Kuwayama • Takahashi • Yajima • Hashimoto • Nakano • Minegishi • Jihira • Kimura • Yasumi • Arase, CT: -                              |
| 13. | Canada            | CanadaVanderpol • Pyle • Pugliese • Barry • Packer • S. Hart • Gauldie • Thompson • D. Hart • Csepregi • Leclerc, CT: -                                |

## Classifica marcatori
|  | Gol | Marcatore             | Squadra          |
|  | --- | --------------------- | ---------------- |
|  | 18  | Carlos Sànchez        | Cuba             |
|  | 17  | Bruce Bradley         | Stati Uniti      |
|  | 17  | Juan Jane             | Spagna           |
|  | 16  | Mart Braas            | Paesi Bassi      |
|  | 14  | Gianni De Magistris   | Italia           |
|  | 12  | Leslie Nunn           | Australia        |
|  | 12  | Eraldo Pizzo          | Italia           |
|  | 12  | Toma Tomov            | Bulgaria         |
|  | 11  | Aleksandr Dreval'     | Unione Sovietica |
|  | 11  | Armando Fernandez     | Messico          |
|  | 11  | Ingulf Nossek         | Germania Ovest   |
|  | 11  | Ghoerghe Zamfirescu   | Romania          |
|  | 10  | Anatolij Akimov       | Unione Sovietica |
|  | 10  | Oleksij Barkalov      | Unione Sovietica |
|  | 10  | Jim Ferguson          | Stati Uniti      |
|  | 10  | Viorel Rus            | Romania          |
|  | 9   | Alessandro Ghibellini | Italia           |
|  | 9   | Zoran Janković        | Jugoslavia       |
|  | 9   | István Szívós         | Ungheria         |
|  | 9   | Cornel Rusu           | Romania          |
|  | 8   | Uroš Marović          | Jugoslavia       |
|  | 8   | László Sárosi         | Ungheria         |
|  | 7   | 7 Giocatori           |                  |
|  | 6   | 13 Giocatori          |                  |
|  | 5   | 15 Giocatori          |                  |
|  | 4   | 5 Giocatori           |                  |
|  | 3   | 17 Giocatori          |                  |
|  | 2   | 15 Giocatori          |                  |
|  | 1   | 26 Giocatori          |                  |